# مهدی زفان
مهدی زقان (انگلیسی: Mehdi Zeffane؛ زادهٔ ۱۹ مهٔ ۱۹۹۲) بازیکن فوتبال اهل فرانسه است.
از باشگاه‌هایی که در آن بازی کرده‌است می‌توان به باشگاه فوتبال المپیک لیون و باشگاه فوتبال رن اشاره کرد.
وی همچنین در تیم ملی فوتبال الجزایر بازی کرده‌است.